# Songhajské jazyky
Songhajské jazyky jsou jazykovou rodinou, do kterých patří skupina vzájemně blízkých jazyků, používaných v západní Africe, především pak v údolí řeky Niger. Většina mluvčích songhajských jazyků žije na území Mali a Nigeru, oblasti kde se mluví songhajskými jazyky se ale nachází také v Nigérii, Beninu, Burkina Faso a Alžírsku. Více než dvě třetiny mluvčích songhajských jazyků tvoří mluvčí jazyka zarma.
Songhajské jazyky jsou pojmenované podle Songhajské říše, významné říše která ovládala velkou část západní Afriky. Některé songhajské jazyky se v ní používali jako lingua franca.
V Songhajské říši existovaly zápisy některých songhajských jazyků v arabském písmu, dnes se všechny songhajské jazyky píší latinkou. Naprostá většina songhajských jazyků jsou jazyky tónové, se slovosledem SOV.

## Zařazení a rozdělení
Lingvista Lionel Bender a někteří další spojují songhajské jazyky se saharskými jazyky. Songhajské jazyky jsou také často řazeny do velké rodiny nilosaharských jazyků, toto spojení je ale sporné.
Songhajské jazyky se řadí na dvě podskupiny: jižní a severní.

### Srovnání
Číslovka jedna v některých songhajských jazycích:
| Jazyk           | Slovo jedna v onom jazyce |
| --------------- | ------------------------- |
| Korandje        | affu                      |
| Tadaksahak      | a-ˈfːo / a-ˈfːoo-da       |
| Tasawaq         | fó / a-fːó                |
| Dendi           | afɔ                       |
| Koyraboro senni | affoo                     |
| Koyra chiini    | foo / a-foo               |
| Zarma           | àˈfó                      |

## Přehled
Přehled jednotlivých songhajských jazyků:

### Jižní songhajské jazyky
| Jazyk               | Přibližný počet mluvčích | Místo rozšíření                                               | Poznámka                                                                        |
| ------------------- | ------------------------ | ------------------------------------------------------------- | ------------------------------------------------------------------------------- |
| Zarma               | 3,6 milionů              | Jižní část Nigeru, včetně hlavního města Niamey, Burkina Faso | Dialekt jazyka zvaný Songhoyboro Ciine se někdy bere také jako samostatný jazyk |
| Koyraboro senni     | 430 000                  | Údolí Nigeru v Mali, východně od Timbuktu a v Gao             |                                                                                 |
| Dendi               | 250 000                  | sever Beninu a přilehlá část Nigérie                          | Používá se také jako obchodní jazyk na severu Beninu                            |
| Tondi songway kiini | 3000                     | Několik vesnic v okolí Kikary ve středním Mali                |                                                                                 |
| Humburi senni       | 25 000                   | Okolí Hombori v Mali a v Burkina Faso                         |                                                                                 |

### Severní songhajské jazyky
| Jazyk        | Přibližný počet mluvčích | Místo rozšíření                                                                  | Poznámka |
| ------------ | ------------------------ | -------------------------------------------------------------------------------- | --- |
| Korandje     | 3000                     | Město Tabelbala v severozápadním Alžírsku, asi 160 kilometrů od hranic s Marokem | Nejseverněji rozšířený songhajský jazyk, který se do oblasti Alžírska dostal se songhajskými obchodníky                                     |
| Koyra chiini | 200 000                  | Timbuktu v Mali a přilehlá část údolí Nigeru                                     | Koyra chiini má dialekt zvaný Djenné chiini, používaný v Djenné, který je sice s koyra chiini vzájemně srozumitelný, ale je poměrně odlišný |
| Tadaksahak   | 100 000                  | Rozsáhlá oblast západu Mali, částečně také Nigeru                                | |
| Tasawaq      | 8000                     | Město In-Gall ve středním Nigeru                                                 | |
| Tagdal       | 27 000                   | Rozsáhlá oblast ve středním Nigeru                                               | Podle Ethnologue se jedná o smíšený jazyk, který vznikl spojením songhajského jazyka a berberštiny                                          |